# Sycophila variegata
Sycophila variegata is een vliesvleugelig insect uit de familie Eurytomidae. De wetenschappelijke naam is voor het eerst geldig gepubliceerd in 1831 door Curtis.